# Cyriacuskloster Naumburg
Das Cyriacuskloster Naumburg war eine Benediktiner-Propstei in der Wetterau, aus der das heutige Schloss Naumburg bei Nidderau-Erbstadt hervorgegangen ist. Das kleine Kloster, das im Jahr 1035 erstmals erwähnt wird, bestand bis in die Mitte des 16. Jahrhunderts.

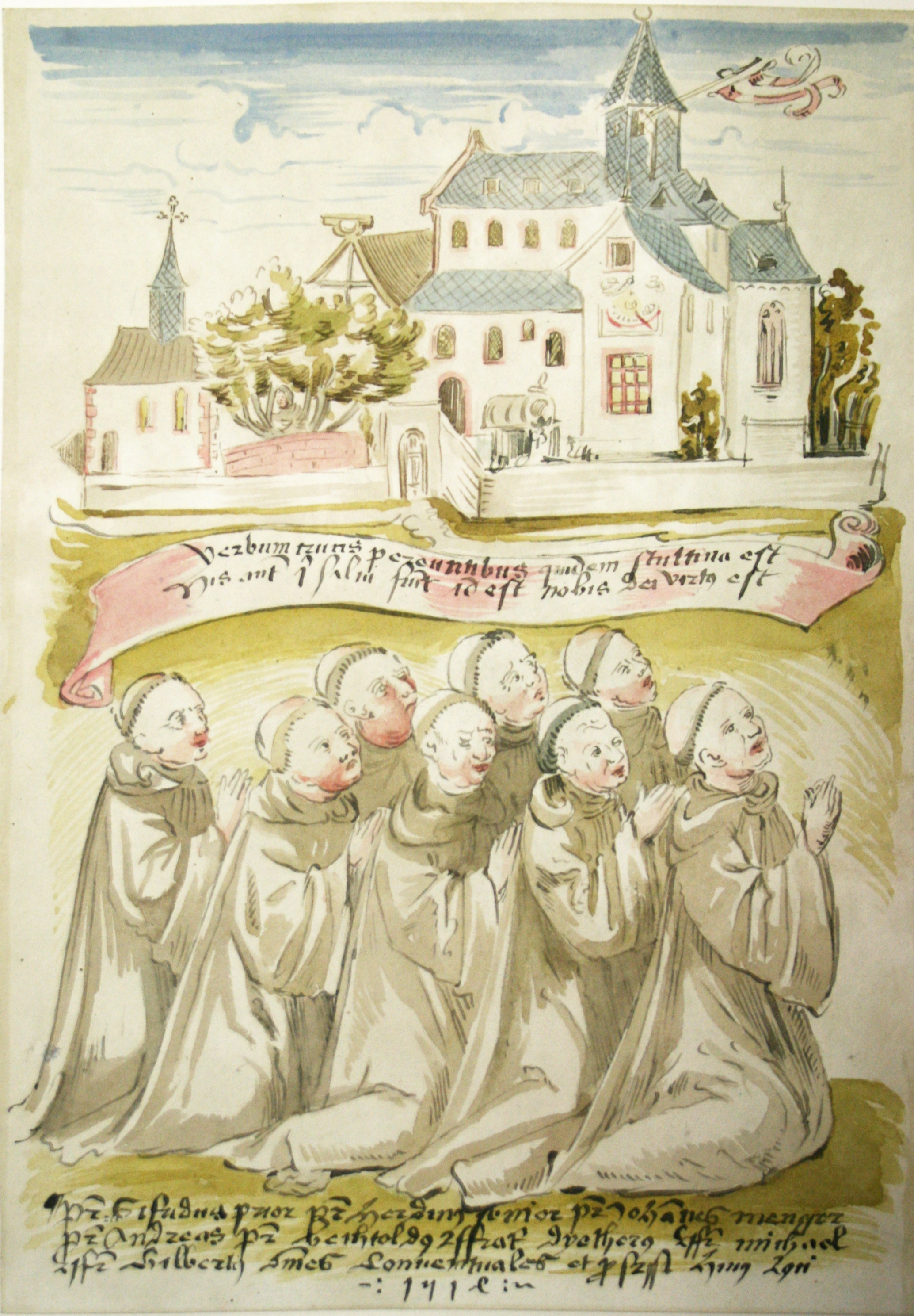
Darstellung des Klosters im Salbuch des Klosters Naumburg: Oben die Klostergebäude, darunter kniende Mönche.

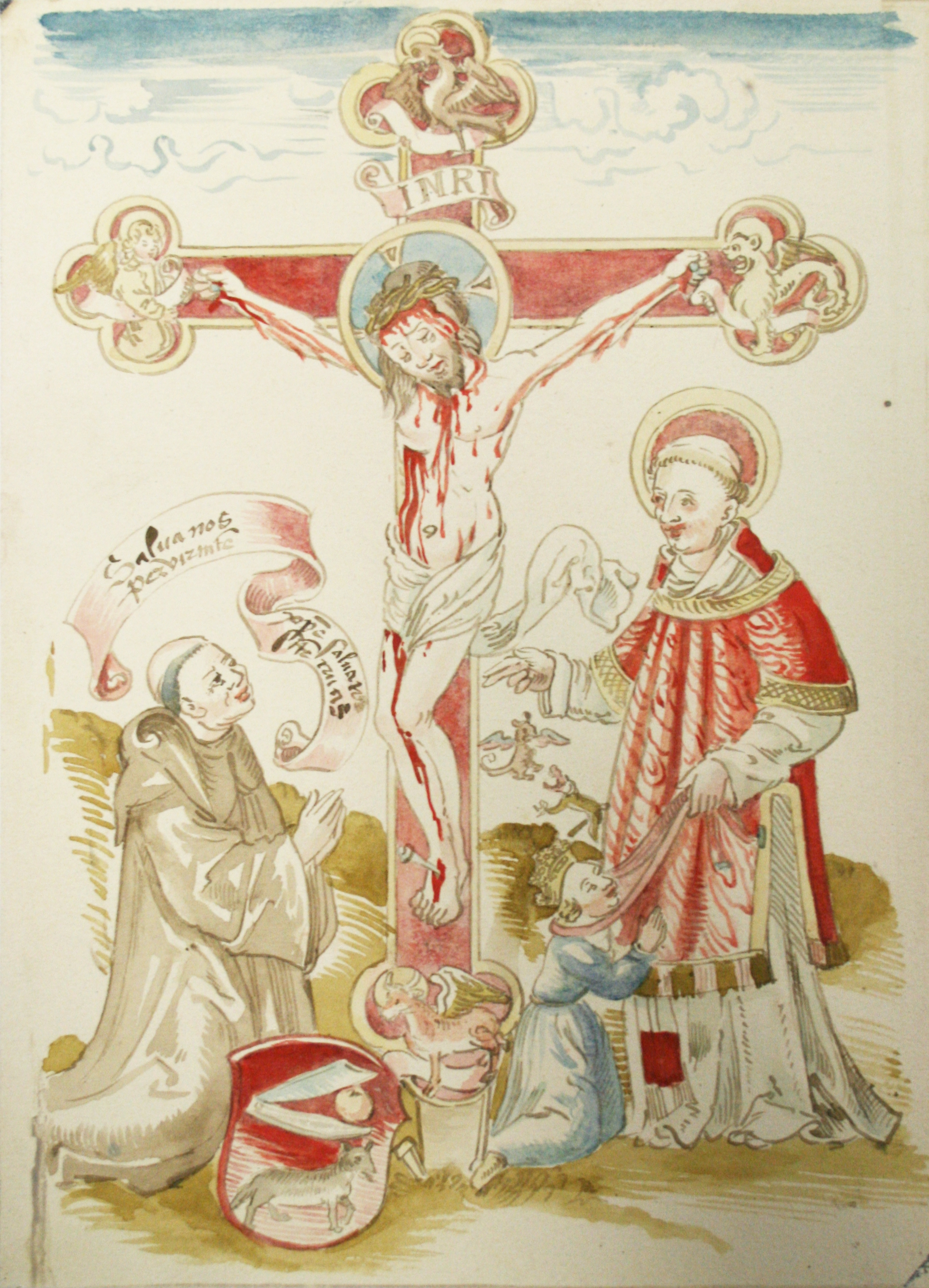
Der Propst (links, kniend) mit den Schutzpatronen des Klosters. Darstellung im Salbuch des Klosters Naumburg.

## Geschichte

### Ersterwähnung
Das Kloster wurde erstmals im Jahr 1035 anlässlich einer Schenkung von Hörigen als Nuwenburg erwähnt. Die Propstei befand sich bis 1086 in kaiserlichem Besitz, ehe Kaiser Heinrich IV. sie im Jahr 1086 dem Bischof Huzman von Speyer schenkte. Aus dieser Schenkung und dem auf „-burg“ endenden Namen ist vereinzelt auf den Ursprung des Klosters in einer Burganlage oder gar einer Reichsburg geschlossen worden. Salisches Reichsgut ist zwar im Niddertal gut belegt, eine vorhergehende Burganlage bleibt aber in Ermangelung konkreter Quellen zur Naumburg hypothetisch.

### Mittelalter
Die Propstei blieb bis 1146 im Besitz der Speyerer Bischöfe. In diesem Jahr übergab Bischof Günther von Henneberg die durch Krieg zerstörte und verlassene Propstei Naumburg dem Kloster Limburg. Das Kloster Limburg an der Haardt hatte im Hochmittelalter eine überregionale Bedeutung.
Das kleine Kloster Naumburg war anschließend mit kaum mehr als sieben oder acht Benediktinermönchen besetzt. Es besaß zunächst nur eine kleine Kapelle, die nach Erbauung der späteren Klosterkirche als Liebfrauenkapelle bestehen blieb. Patrone des Klosters waren der Heilige Cyriacus und das Heilige Kreuz. Unter den zahlreichen Reliquien des Klosters war am bedeutendsten ein Holzstück am Kreuzaltar, das vom Kreuz Jesu stammen sollte. Das Siegel des Klosters trug die Bezeichnung (Sigillum) Monasterii Nuwenburg, prope Wonnecken („Siegel des Klosters Naumburg bei Windecken“).
Die Mönche entstammten zumeist lokalen Adels- und später vermutlich wohlhabenden Bürgerfamilien, deren Zuwendungen zum Bestand des Klosters beitrugen. So wird in einer Urkunde von 1173 die Schenkung von Äckern durch die Familie von Heldenbergen erwähnt. Im Jahr 1356 zeigte sich das Kloster vermögend genug, um den Herren von Eichen den dortigen Fronhof abzukaufen. In Bruchköbel, Kesselstadt und Oberissigheim besaß das Kloster bis zum Kauf durch Hanau 1561 das Recht, den Pfarrer einzusetzen, weshalb in diesen Dörfern erst recht spät – verglichen mit den umliegenden Gemeinden des Hanau-Münzenberger Amtes Büchertal – die Reformation durchgeführt werden konnte.
Das Kloster fand seit dem ausgehenden Mittelalter zunehmend das Interesse entstehender konkurrierender Landesherrschaften, nämlich der Burggrafschaft Friedberg und der Grafschaft Hanau (seit 1458: Grafschaft Hanau-Münzenberg). Die Burggrafschaft hatte 1376 erste Rechte im Freigericht Kaichen erworben, zu dem das Kloster territorial gehörte. Nachdem die Friedberger Burggrafen sich dort unter anderem gegen die Freie Reichsstadt Frankfurt durchsetzen konnten, bekamen sie endgültig 1475 die Landeshoheit über das Freigericht zugesprochen. Hanau nahm stellvertretend für das weit entfernte Mutterkloster seit dem 13. Jahrhundert eine Schutzfunktion (Vogtei) über die Naumburg ein. Seit 1354 konnten die Herren und späteren Grafen von Hanau Atz, Lager und Dienste beanspruchen. 1412 half der Hanauer durch Schenkungen, als das Kloster sich verschuldet hatte. Die Dokumente des Klosters brachte man in Kriegszeiten in Hanau oder der hanauischen Burg Windecken in Sicherheit.
1464 wurde vom Mutterkloster Limburg, dem Fauerbach seit 1035 gehörte, das dortige Gericht der Aufsicht der Propstei Naumburg unterstellt.

### Niedergang im 16. Jahrhundert

#### Landshuter Erbfolgekrieg und Reformation
Das Kloster Naumburg wurde 1504 im Landshuter Erbfolgekrieg zerstört. Das Mutterkloster Limburg konnte beim Wiederaufbau nicht helfen, denn es war ebenfalls zerstört worden. Der Wiederaufbau erfolgte durch Hilfe der Benediktinerabtei Seligenstadt. 1509 konnten die Altäre wieder geweiht werden. Dies hatte aber seinen Preis: Unter den Pröpsten Werner Breder von Hohenstein (1505–1509) und Johann Dietesheimer (1509–1520) musste Besitz verkauft werden.
Das Klosterleben war in dieser Zeit schon im Niedergang begriffen. Erasmus Alberus (um 1500–1553), Wetterauer Theologe und Dichter dieser Zeit, geboren im nahen Bruchenbrücken, schildert den Alltag im Klösterlein voller protestantischer Polemik am Beginn seiner XXX. Fabel „Von einem Müller und Esel“, die in der Hainmühle unterhalb der Naumburg angesiedelt ist. Solche Zustände lösten die Reformation mit aus und schwächten das Kloster weiter. Sowohl die Burggrafschaft Friedberg als auch die Grafen von Hanau-Münzenberg versuchten nun, sich den Besitz des Klosters anzueignen. Von Seiten der Burggrafschaft sollen sogar Überfälle verübt worden sein. Mit dem Nachbarort Kaichen, Mittelpunkt des von der Burggrafschaft beherrschten Freigerichts Kaichen, kam es über Grundbesitz des Klosters zu Streitigkeiten.

#### Naumburger Saalbuch
Als Versuch, diese Streitigkeiten zu klären, kann das Salbuch des Klosters Naumburg gelten, ein reich bebildertes Dokument, das sich heute im Hessischen Staatsarchiv Marburg befindet. Der Klosterbesitz wurde 1514 vermessen und abgesteint, um zukünftigen Streitigkeiten vorzubeugen. Das reich bebilderte Buch, das von diesem Ereignis zeugt, hatte der Friedberger Burggraf Eberhard Wais von Fauerbach gesiegelt.

#### Kauf durch Hanau-Münzenberg
Die Reformation setzte sich in der Grafschaft Hanau-Münzenberg ab 1528 allmählich durch. Auch die ebenfalls mehrheitlich protestantische Friedberger Burgmannschaft sah ihre Chance, auf den Besitz des Klosters zuzugreifen. Beide Parteien strebten die Auflösung des Klosters an. Nach schwierigen Verhandlungen gelang es den Grafen von Hanau 1561, sich den Besitz überschreiben zu lassen. Friedberg versuchte den Hanauer Kauf zunächst zu hintertreiben, weshalb der Kurfürst von der Pfalz als Schirmherr des Klosters Limburg seine Zustimmung geben musste. Der Kauf wurde zwischen Philipp III. von Hanau und dem Abt Johann Bingenheim geschlossen, der bereits 1558 starb. Aber erst die Zustimmung des Pfalzgrafen Friedrich III., die erst am 14. März 1561 in Heidelberg erfolgte, räumte das letzte Hindernis aus dem Weg. Dies war der letzte größere territoriale Gewinn in der Geschichte der Grafschaft Hanau-Münzenberg.

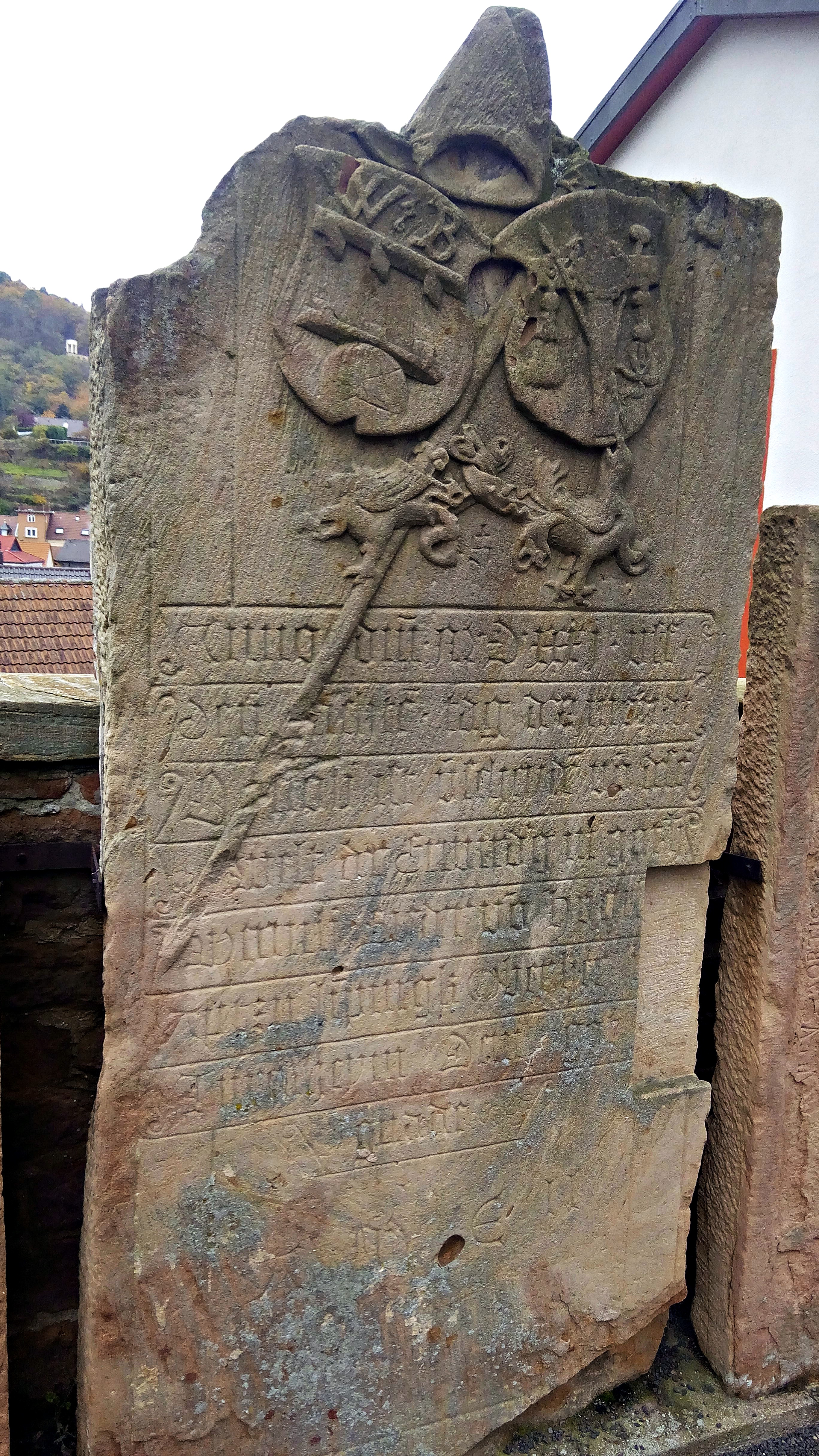
Grabstein des Naumburger Propstes und späteren Limburger Abtes Werner Breder von Hohenstein († 1531), Außenbereich der Schlosskirche Bad Dürkheim

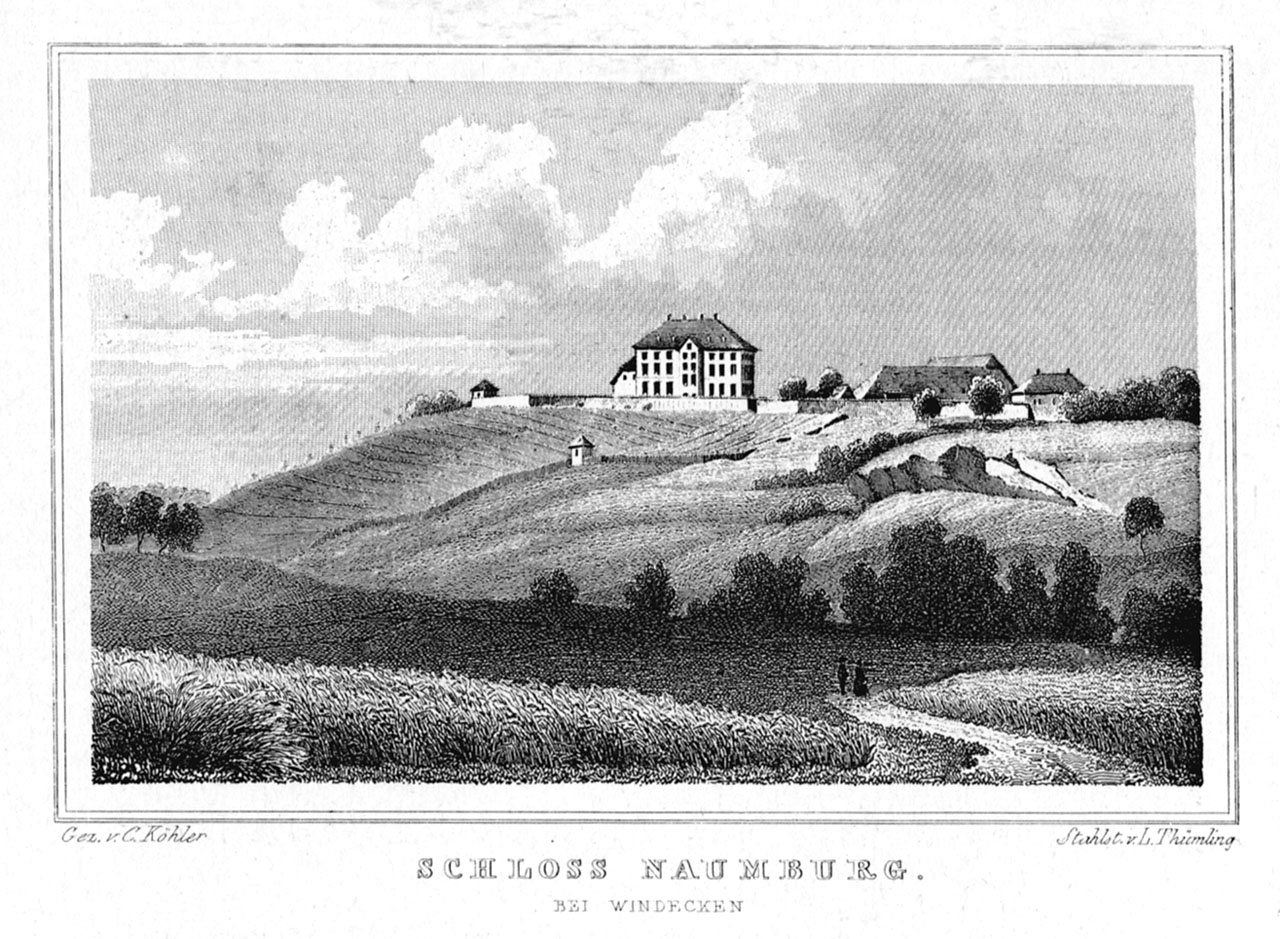
Ein Stahlstich von 1850 zeigt das Schloss von 1754 und den noch unbewaldeten Hügel. Zu erkennen sind außerdem die Weinberge des Klosters.

Die Hanauer Grafen ließen das ehemalige Kloster als Gutsbetrieb weiterführen. 
 Friedberg betrachtete den Klosterbesitz trotz des Kaufs weiterhin als Teil des Freigerichts. Diese Streitigkeiten gipfelten später in der Naumburger Fehde. Nach dem Dreißigjährigen Krieg wurde die Kellerei von der Grafschaft Hanau an die Landgrafschaft Hessen-Kassel verpfändet. Aus dieser Zeit stammt das heutige Schlossgebäude. Zu dessen Bau 1750–1754 wurde ein Großteil der noch bestehenden Klostergebäude abgerissen.

## Gebäude
Neben schriftlichen Erwähnungen ist als wichtigste Quelle zu den Klostergebäuden nur eine einzige Ansicht des Klosters erhalten. Sie befindet sich auf dem Deckelblatt des Naumburger Salbuchs und zeigt die Gebäude der Naumburg von Süden. Von den Klostergebäuden ist die Klosterkirche zum Heiligen Kreuz und Heiligen Cyriacus als dreischiffige Basilika zu erkennen. Sie besitzt ein niedrigeres Querhaus und ein blaues Schieferdach, Türen und Fenster sind rot abgesetzt. Links davon ist eine Kapelle zu erkennen, wahrscheinlich die ältere Liebfrauenkapelle, die nach dem Bau der Klosterkirche bestehen blieb. Dazwischen befindet sich der Giebel eines Klostergebäudes aus Fachwerk. Unter dem Kloster sind acht kniende Mönche dargestellt, die namentlich erwähnten Insassen des Klosters.